# Pseudaulacaspis frutescens
Pseudaulacaspis frutescens är en insektsart som först beskrevs av Hu 1986.  Pseudaulacaspis frutescens ingår i släktet Pseudaulacaspis och familjen pansarsköldlöss. Inga underarter finns listade i Catalogue of Life.